# 히드라 (신화)
히드라(그리스어: ‘Ύδρα)는 그리스 신화에 등장하는 파충류형 괴물이다. 히드라는 고대 그리스어로 물뱀을 뜻하며, 키마이라, 케르베로스, 오르토스와 함께 티폰과 에키드나 사이에서 태어난 괴물 중 하나로, 이름 그대로 거대한 물뱀의 모습을 하고 있다. 9개의 목을 가지고 있었는데, 그 중 8개의 목은 죽일 수 있지만(목을 자르고 횃불로 지져야 한다.) 가운데 있는 단 하나의 목만은 불사신이라서 죽일 수가 없다. 게다가 다른 목을 하나 잘라내면 거기에서 새로운 두 개의 목이 더 생겨난다.
또한 히드라가 내뿜는 숨결이나 피부에서 스며나오는 점액에는 강력한 독이 포함되어 있어 들이마시거나 닿기만 해도 온몸의 살이 썩어들어가 목숨을 앗아가버려 신들조차 함부로 건들지 못한다고 한다. 하지만 그리스 신화의 3대 영웅 중 헤라클레스가 히드라를 죽였다.
덧붙여 바다뱀자리의 바다뱀은 이 히드라를 가리킨다고 한다.

## 헤라클레스의 12업

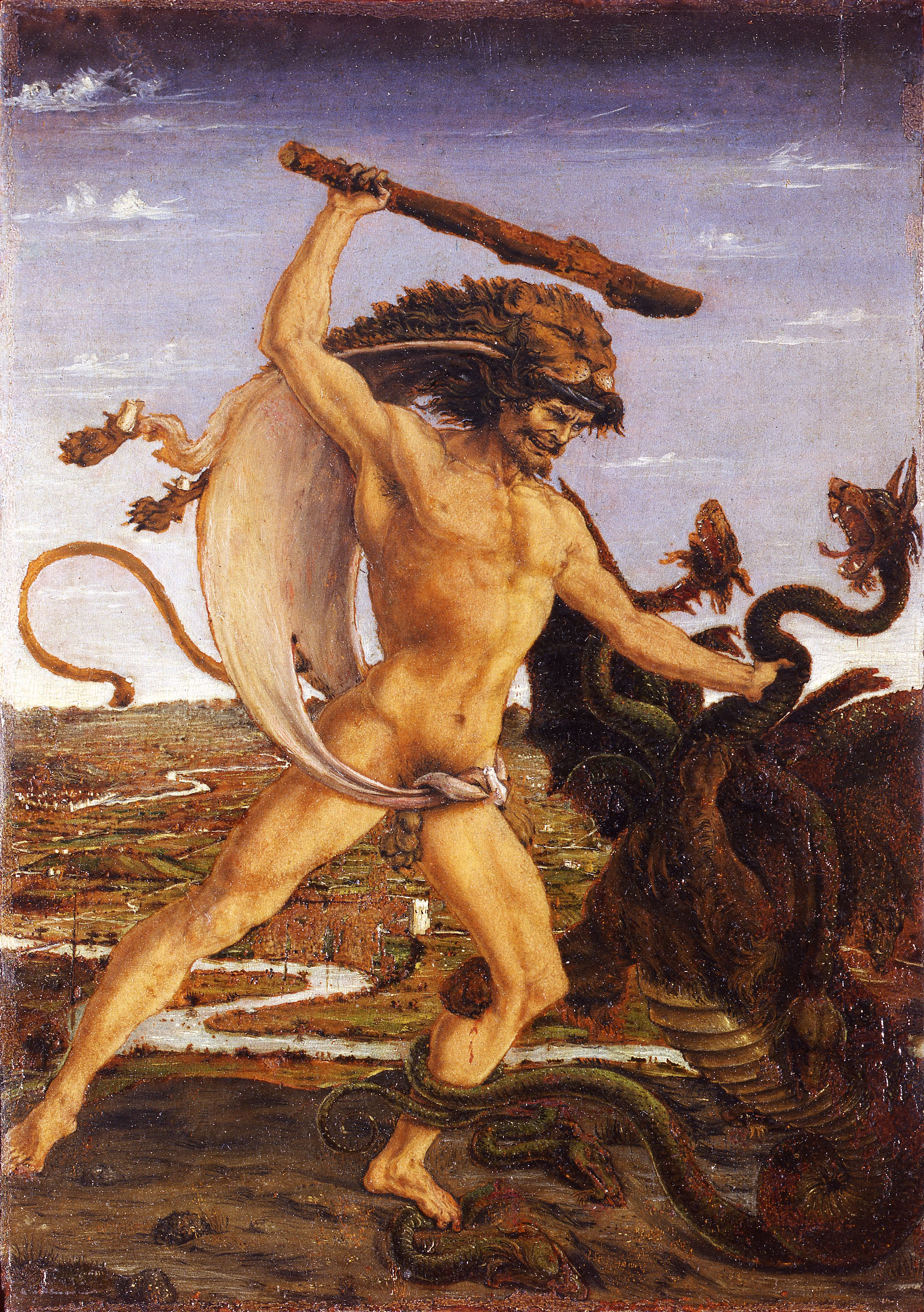
헤라클레스와 히드라

히드라는 고대 그리스 남부의 대도시 아르고스 근처에 레르네라는 늪지대에 살고 있었는데, 12가지 공적 중 하나로서 헤라클레스에 의해 퇴치당했다.
헤라클레스는 히드라가 내뿜는 독기에 닿지 않게 입과 코를 네메아의 사자 가죽으로 가리면서 히드라가 사는 레르나의 늪지대에 당도했다. 그리고 히드라의 소굴 주위에 장작을 피워놓아 히드라가 밖으로 나오게끔 유도했다. 히드라가 밖으로 도망쳐나오자 헤라클레스는 재빨리 히드라에게 달려들어 머리를 하나씩 처치하기 시작했다. 그러나 아무리 제거해도 9개의 목 중 하나가 불사의 존재였기 때문에 새로운 목이 2개씩 생겨났다.
이윽고 히드라의 약점을 눈치챈 헤라클레스는 조카인 이올라오스에게 도움을 청했다. 이올라오스는 잘려나간 목 부분에 횃불로 지져서 새로운 목이 나올 수 없게 만들었다. 헤라클레스가 목을 하나씩 깨뜨리거나 잘려나갈 때마다 이올라오스는 차례차례 불길로 태워서 구워버렸다. 히드라를 완전히 없애려면, 한가운데에 있는 불사의 목을 어떻게든 해야 했지만 아무리 부수고 잘라도 죽지 않았기 때문에 하는 수 없이 헤라클레스는 불사의 목을 퇴치하기를 포기하고 그 대신 거대한 바위로 깔아뭉갰다. 헤라클레스는 이 싸움으로 얻은 히드라의 맹독을 자신의 화살에 발라 강력한 무기로 만들어 이후의 싸움에 이용하였다. 그리고 히드라는 바다뱀자리가 되었다.
일설에 따르면 헤라클레스의 죽음을 바랐던 헤라가 헤라클레스와 히드라 간에 격전이 벌어지자 히드라와 같은 샘에 살고 있던 큰 게 카르키노스에게 집게로 헤라클레스의 발뒤꿈치 아킬레스건을 잘라 버리라고 명령했다고 한다. 그러나 헤라클레스는 히드라와의 싸움에만 몰두하느라 전혀 그것을 깨닫지 못했고 카르키노스를 힘껏 발로 밟아 죽여 버렸다. 그리고 카르키노스는 게자리가 되었다.
한편 히드라의 맹독이 묻은 화살은 뜻하지 않게 케이론을 맞혀 죽게 했고 다른 켄타우로스들을 죽이는 데 사용되었다. 당시 화살을 맞은 켄타우로스는 아나그로스 강에서 몸을 씻어 이 화살독을 제거했는데, 그 바람에 개울물이 오염되어 식수로 못 쓰게 된 건 물론이고 모든 물고기에 지독한 냄새가 나서 먹을 수 없게 되었다고 한다. 또한 헤라클레스에게 히드라의 독화살을 맞은 켄타우로스족인 네소스는 헤라클레스의 아내 데이아네이라에게 그의 피를 사랑의 마약이라 속여 건네줌으로써 헤라클레스의 죽음을 가져오게 하였다.

## 대중문화
- 머리의 개수가 여러 개 달린 뱀으로 묘사되는데 같은 원리로 케르베로스 역시 머리가 여러 개 달린 개로 묘사된다.
- RPG 게임 타이탄 퀘스트에서도 형제인 키마이라, 케르베로스와 함께 보스 몬스터로 등장한다. 다만 키마이라, 케르베로스와 달리 일반과 에픽 난이도에서는 만날 수 없고 가장 어려운 난이도인 레전드리에서만 등장한다.
- 다크 소울에서 거대 필드 몬스터로 등장한다.

## 같이 보기
- 바실리스크
- 피톤
- 스킬라
- 티타노보아
- 비블리오테케
- 헤시오도스
- 가이우스 율리우스 히기누스